# Artiom Chebotariov
Artiom Nikoláyevich Chebotariov –en ruso, Артём Николаевич Чеботарёв– (Stepnoye, URSS, 26 de octubre de 1988) es un deportista ruso que compitió en boxeo.
Ganó una medalla de bronce en el Campeonato Mundial de Boxeo Aficionado de 2013 y una medalla de oro en el Campeonato Europeo de Boxeo Aficionado de 2010, ambas en el peso medio.
En enero de 2017 disputó su primera pelea como profesional. En septiembre de 2017 conquistó el título internacional de la IBO, en la categoría de peso medio, y en noviembre de 2018 ganó el título intercontinental de la OMB, en el mismo peso.

## Palmarés internacional
| Campeonato Mundial | Campeonato Mundial  | Campeonato Mundial | Campeonato Mundial |
| Año                | Lugar               | Medalla            | Categoría          |
| ------------------ | ------------------- | ------------------ | ------------------ |
| 2013               | Almaty (Kazajistán) | Medalla de bronce  | 75 kg              |
| Campeonato Europeo |                     |                    |                    |
| Año                | Lugar               | Medalla            | Categoría          |
| 2010               | Moscú (Rusia)       | Medalla de oro     | 75 kg              |